# Ghiacciaio Pine Island
Il ghiacciaio Pine Island è un ampio flusso di ghiaccio lungo oltre 250 km situato sulla costa di Eights, nella Terra di Ellsworth, in Antartide. Il ghiacciaio fluisce verso ovest-nord-ovest, lungo il versante meridionale della dorsale di Hudson, fino a entrare nella baia Pine Island. Mappato dallo United States Geological Survey grazie a fotografie aeree scattate dalla marina militare statunitense (USN) tra il 1960 e il 1966, e così battezzato dal comitato consultivo dei nomi antartici in associazione con l'omonima baia, a sua volta così chiamata in onore della USS Pine Island, una nave della USN che aveva esplorato la zona nel dicembre 1946 durante l'operazione Highjump, il Pine Island è il ghiacciaio con la più alta velocità di scioglimento di tutto l'Antartide, responsabile del 25% del totale del ghiaccio perso dal continente.
L'area spazzata dal ghiacciaio Pine Island è pari a circa il 10% della calotta polare antartica occidentale, e misurazioni satellitari hanno rivelato che il bacino del ghiacciaio porta in mare una quantità di ghiaccio superiore a quella portata da ogni altro bacino nel mondo, con una tendenza ad aumentare nel tempo, dato l'aumento della velocità del flusso registrato negli ultimi anni.
Dalla piattaforma glaciale formata dall'arrivo in mare del flusso di ghiaccio si distaccano spesso degli iceberg. L'ultimo dei quali, denominato B-49 e con una superficie pari all'incirca a quella di Malta, si è formato nel febbraio 2020.

## Drenaggio della calotta

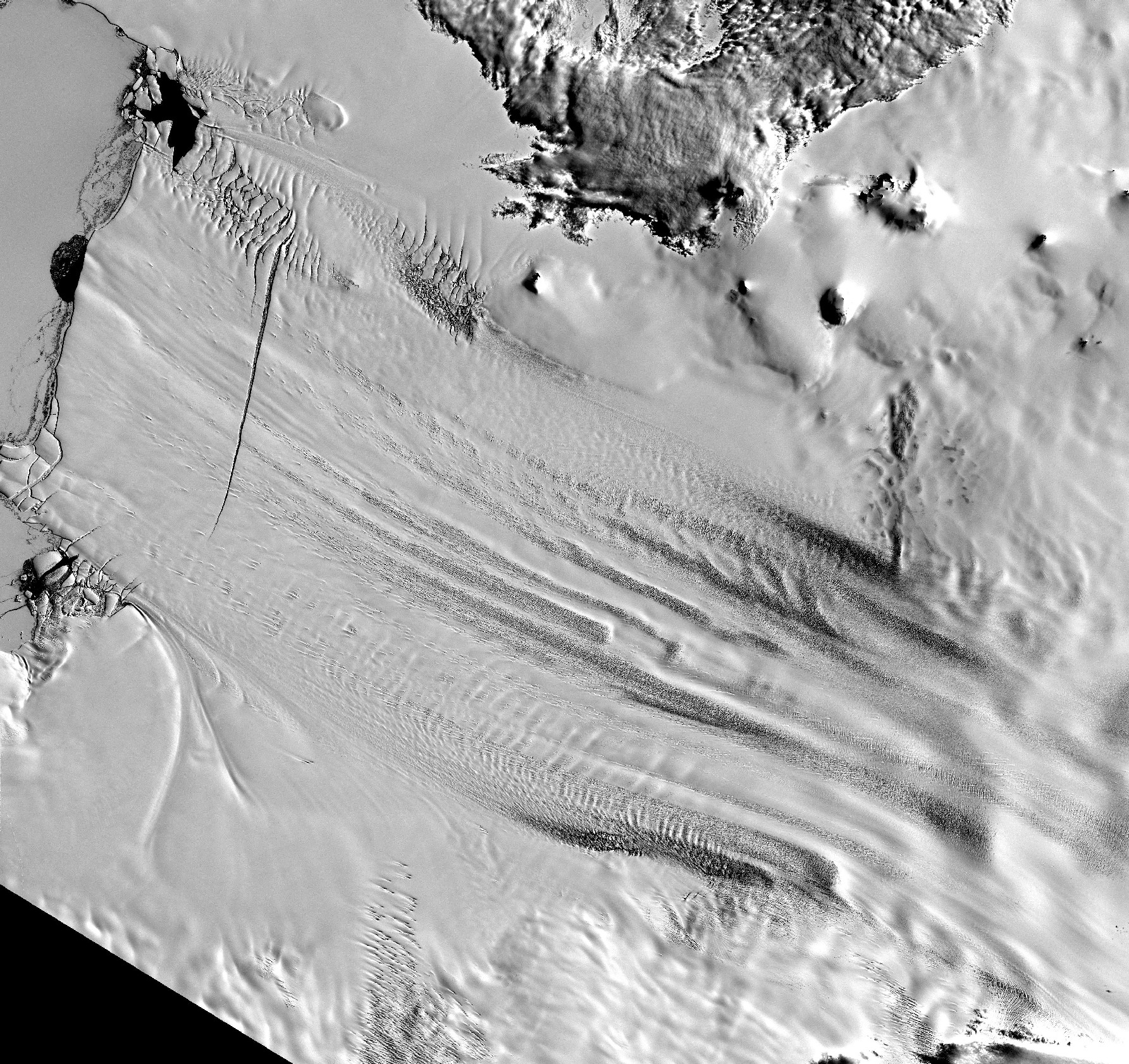
La piattaforma galleggiante al termine del flusso del ghiacciaio. La crepa mostra l'inizio della formazione dell'iceberg.

La calotta antartica è la più grande massa di ghiaccio della Terra, costituita da un volume di ghiaccio sufficiente a far innalzare il livello globale del mare di circa 57 metri. Tale massa è in continua formazione grazie alla neve che cade sul continente e si compatta sotto il suo stesso peso e, sempre per via del suo stesso peso, il ghiaccio inizia così a fluire verso i bordi del continente, con uno spostamento che avviene per la maggior parte con la formazione di flussi di ghiaccio, ossia di canali dove il ghiaccio si muove più velocemente rispetto al ghiaccio circostante. La calotta antartica viene generalmente considerata come divisa in due, con una parte orientale, più grande e relativamente stabile, e una parte occidentale, più piccola e meno stabile, ossia più soggetta a distacchi di iceberg. Quest'ultima è percorsa da diversi flussi glaciali, la maggior parte dei quali riversa il proprio flusso all'interno o della barriera di Ross o della piattaforma glaciale Filchner-Ronne. Tra quelli che entrano nelle suddette piattaforme, però, non figurano né il ghiacciaio Thwaites, né il Pine Island, due dei cinque più grandi flussi glaciali dell'Antartide, i quali entrano invece nella baia di Amundsen, dove il Pine Island arriva dopo aver spazzato una superficie pari a 175000 km², ossia a circa il 10% della parte occidentale della calotta.

## Debolezza interna della calotta antartica occidentale
Negli ultimi anni, il monitoraggio dei ghiacciai Pine Island e Thwaites ha mostrato che la velocità del loro flusso è aumentata fino ad arrivare a circa 10 metri al giorno, sintomo di un aumento della velocità di scioglimento del ghiaccio di cui sono composti. Una totale fusione dei due ghiacciai, porterebbe a un aumento del livello globale dei mari che andrebbe da 1 a 2 metri, destabilizzando l'intera parte occidentale della calotta antartica e verosimilmente anche segmenti della parte orientale.
Già nel 1981 Terry Hughes aveva avanzato l'ipotesi che la regione attorno al Pine Island potesse rappresentare una debolezza interna alla calotta occidentale. Tale ipotesi è basata sul fatto che, al contrario della maggior parte dei flussi glaciali presenti sulla calotta occidentale, quelli che fluiscono all'interno del mare di Amundsen non hanno al loro termine una vasta piattaforma glaciale che li protegga dall'oceano. Inoltre, sebbene la superficie del ghiacciaio sia sopra il livello del mare, la sua base si trova al di sotto di questa e declina man mano che ci si sposta verso l'entroterra, suggerendo quindi che non esistano barriere geologiche che possano fermare il ritiro dei ghiacci una volta che questo abbia avuto inizio.

## Accelerazione e assottigliamento
Il ghiacciaio Pine Island ha iniziato a ritirarsi negli anni 1940 mentre monitoraggi costanti hanno mostrato che la velocità del suo flusso alla fine del 2007 era aumentata del 73% rispetto al 1974, con un aumento dell'8% solo negli ultimi 16 mesi di quel periodo. Una tale accelerazione ha permesso di calcolare che, alla fine del 2007, il sistema del ghiacciaio Pine Island aveva avuto un bilancio di massa negativo pari a 46 miliardi di tonnellate all'anno, equivalente a un innalzamento del livello globale dei mari pari a 0,13 mm all'anno, in altre parole, nel sistema del ghiacciaio era più l'acqua che veniva riversata in mare sotto forma di ghiaccio, di quella che andava ad alimentare il flusso sotto forma di neve. Misurazioni effettuate lungo il centro del flusso grazie al sistema GPS hanno dimostrato che l'accelerazione del flusso è elevata anche nell'entroterra, a 200 km dalla costa, e quindi dal termine del ghiacciaio. Secondo le recenti teorie, tale accelerazione è dovuto all'aumento della temperatura delle acque oceaniche che si trovano alla fine del flusso, dove il ghiacciaio forma una piattaforma galleggiante che si allunga sul mare per circa 50 km. Una più veloce scioglimento di tale piattaforma, dovuto appunto alla più alta temperatura delle acque che la lambiscono, fa sì che venga meno quell'effetto tappo che la piattaforma stessa esercita sul flusso del Pine Island, il quale, di conseguenza, accelera.
I rilevamenti hanno anche mostrato come il Pine Island sia divenuto soggetto a un importante assottigliamento durante l'Olocene, ossia l'epoca geologica in cui ci troviamo, e si ritiene che, una volta iniziato, tale processo, che tra il 1995 e il 2006 ha visto la sua velocità quadruplicarsi, possa continuare per secoli.

## Vulcano subglaciale
Nel gennaio 2008, alcuni ricercatori del British Antarctic Survey (BAS) hanno comunicato di aver scoperto che circa 2 200 anni fa, un vulcano ha eruttato al di sotto della calotta antartica, in quella che è stata la più grande eruzione sul continente antartico degli ultimi 10 000 anni. L'eruzione del vulcano, che è situato nelle montagne di Hudson, vicino al ghiacciaio Pine Island, sparse uno strato di cenere vulcanica e tefra al di sopra della calotta, strato che fu poi, nel tempo, sepolto sotto la neve e il ghiaccio, e proprio dalla profondità a cui è stato ritrovato tale strato è stato possibile risalire alla data dell'eruzione.
La presenza del vulcano ha fatto supporre che l'attività vulcanica possa in qualche modo aver contribuito, o comunque potrebbe contribuire in futuro, a incrementare la velocità del flusso glaciale, e nel 2018 è stato scoperto che potrebbe esserci un'importante sorgente di calore vulcanica, grande circa la metà dell'islandese Grímsvötn, al di sotto del Pine Island.

## Storia delle osservazioni

### Sul ghiaccio

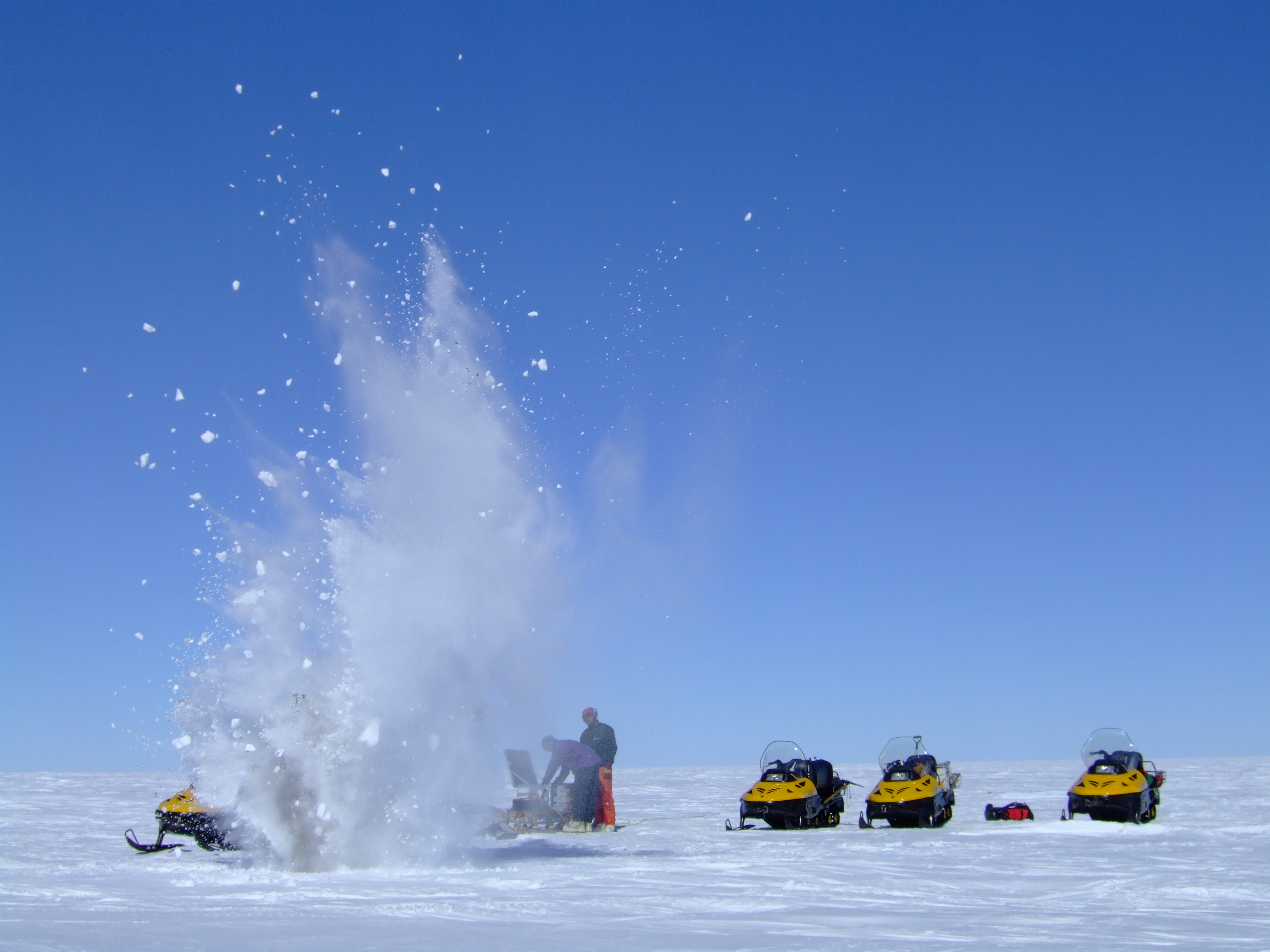
Rilevamenti sismici sul ghiacciaio Pine Island.

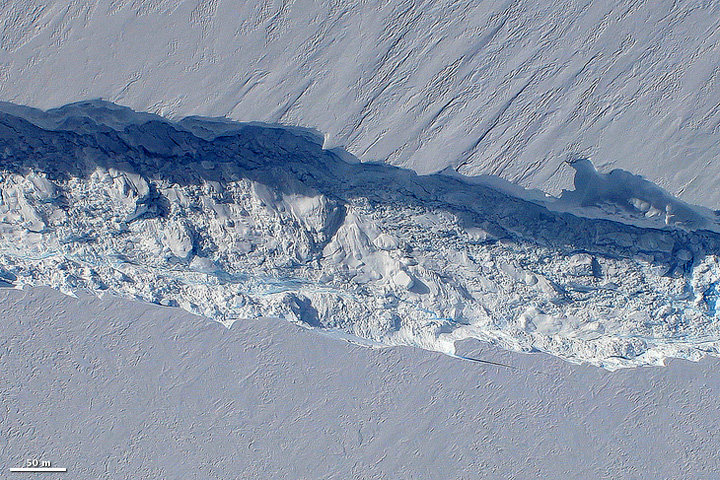
La nascita di un iceberg.

A causa dell'ubicazione decisamente remota del Pine Island, la maggior parte delle informazioni che abbiamo su tale flusso glaciale deriva da osservazioni e misurazioni aeree o satellitari.
La prima spedizione che visitò il ghiacciaio fu effettuata dagli Stati Uniti d'America, durante una traversata antartica chiamata "Ellsworth Highland Traverse" e svolta nel gennaio 1961. I membri della spedizione trascorsero circa una settimana nell'area del flusso, scavando buche in esso per misurare la velocità di accumulazione della neve, e misurando lo spesso del ghiaccio attraverso rilevamenti sismici. Come testimoniato da Charles R. Bentley, uno degli scienziati facenti parte della traversata, al tempo essi non si erano resi conto di star attraversando un ghiacciaio. In effetti, dato che nell'area in cui la spedizione aveva posto il suo campo il flusso di ghiaccio è largo circa 50 km, gli esploratori statunitensi non avevano modo di distinguere visivamente, da terra, il flusso dal resto del ghiaccio circostante.
Durante una missione svolta sul campo nella stagione 2004/2005, una squadra di nove persone, composta da sette esploratori inglesi e due statunitensi, utilizzando un de Havilland Canada DHC-6 Twin Otter dotato di un apposito radar per la rilevazione subglaciale, portò a termine il rilevamento aereo del Pine Island e della parte di calotta ad esso adiacente, mappando, fino al 5 gennaio 2005, un'area di terreno subglaciale pari più o meno alla superficie del Nevada.

A causa della lontananza del Pine Island dalle più vicine basi permanenti e delle difficoltà logistiche che avrebbe comportato trasportare abbastanza carburante per la suddetta spedizione del 2004/2005 e per quelle a venire, il BAS decise di utilizzare risorse del Programma Antartico degli Stati Uniti d'America e i loro Lockheed C-130 Hercules nella versione LC-130, appositamente equipaggiata per atterrare sul ghiaccio. Così, il 9 novembre 2004, i primi quattro uomini arrivarono sul Pine Island dalla stazione McMurdo, iniziando ad approntare il campo base e una pista aerea per gli LC-130, mentre i restanti membri della spedizione arrivarono 10 giorni dopo dalla base di ricerca britannica Rothera con il Twin Otter.

Come detto, grazie alle ottime condizioni meteo, abbastanza inusuali per quell'area in quella stagione, fu possibile portare a termine la mappatura della zona già nel mese di gennaio.
Un'altra squadra del British Antarctic Survey arrivò sul flusso glaciale l'8 dicembre 2006, dando inizio a una campagna di rilevamenti di due stagioni, con la seconda di queste portata avanti dal novembre 2007 al febbraio 2008. In questo caso le rilevazioni inclusero indagini geofisiche atte allo studio del sottosuolo portate avanti con il georadar e con il metodo della sismica a riflessione.
Nel gennaio 2008 Robert Bindschadler, della NASA, atterrò sulla piattaforma glaciale al termine del Pine Island, realizzando il primo atterraggio di sempre su di essa, al fine di portar avanti una missione di ricognizione atta a valutare la fattibilità di una trivellazione di uno strato di ghiaccio spesso circa 500 m, il tutto per poter poi piazzare degli strumenti nella cavità oceanica sottostante. Dopo quell'occasione, si decise che l'area libera da crepacci era troppo piccola per rischiare ulteriori atterraggi e ogni lavoro sul campo fu posticipato a data destinarsi, pertanto furono posizionate due unità GPS e una stazione meteorologica più vicino possibile al Pine Island.
Il 14 ottobre 2011, durante una ricognizione aerea effettuata con un Douglas DC-8, alcuni scienziati partecipanti alla missione della NASA denominata IceBridge scoprirono un'enorme frattura, larga circa 80 metri e profonda tra i 50 e 60, che correva lungo tutti i 29 km di larghezza della lingua glaciale galleggiante formata dal ghiacciaio al suo termine.
Nella stagione di rilevamento 2011/2012, la squadra di esploratori riuscì, anche se con cinque settimane di ritardo, ad approntare il campo principale poco prima dell'inizio del 2012 e Bindschadler arrivò con la sua squadra la settimana seguente. Sfortunatamente, però, a causa di ritardi dovuti al maltempo, gli elicotteri della National Science Foundation che avrebbero dovuto garantire gli approvvigionamenti e gli equipaggiamenti non riuscirono ad arrivare in tempo utile e l'intera stagione fu annullata.
Sempre durante la stagione estiva 2011/12 il British Antarctic Survey inviò una piccola squadra di quattro persone per effettuare rilevamenti radar e sismici sul flusso di ghiaccio. Prima di andarsene, i ricercatori installarono una serie di stazioni GPS attrezzate per resistere all'intenso inverno antartico. Nella stessa stagione, un'altra squadra del BAS raggiunse la squadra all'opera per installare una stazione VLF autonoma.

### Dal mare
La prima nave a raggiungere la piattaforma glaciale del ghiacciaio Pine Island, nell'omonima baia, fu, nel 1985, la USS/USCGC Glacier, una rompighiaccio gestita dalla guardia costiera statunitense. Il tutto avvenne nell'ambito dell'operazione Deep Freeze di quell'anno, e i ricercatori a bordo furono anche in grado di prelevare campioni di sedimenti dal fondale oceanico.
Durante la stagione estiva 2008/2009, dal gennaio al febbraio 2009, i ricercatori a bordo della nave di ricerca Nathaniel B. Palmer, del Programma Antartico statunitense, hanno potuto raggiungere la piattaforma del Pine Island, come già era successo nel 1994. In collaborazione con i loro colleghi inglesi, i ricercatori hanno utilizzato un robot sottomarino al fine di esplorare i canali che fessuravano il ghiacciaio, così come il bacino oceanico presente sotto alla piattaforma. Il sottomarino, conosciuto come Autosub 3 e realizzato presso il National Oceanography Centre, nel Regno Unito, completò ben sei missioni, per un totale di 500 km di percorrenza al di sotto della piattaforma, mappando la base della stessa nonché il fondale oceanico e raccogliendo diversi campioni di acqua. Il successo della missione Autosub 3 fu particolarmente significativo soprattutto considerando che il suo predecessore, Autosub 2, era andato perso al di sotto della piattaforma glaciale Fimbul durante la sua seconda missione.